# Teragra althodes
Teragra althodes är en fjärilsart som beskrevs av George Francis Hampson 1920. Teragra althodes ingår i släktet Teragra och familjen träfjärilar. Inga underarter finns listade i Catalogue of Life.